# ۳۵۸ (پیش از میلاد)
۳۵۸ (پیش از میلاد) ۳۵۸مین سال قبل از تقویم میلادی است.

## رویدادها
- اردشیر سوم (اُخُس)، پس از مرگ اردشیر دوم، بر تخت شاهی ایران نشست.

## درگذشتگان
- اردشیر دوم، شاه هخامنشی